# Yasmine Rostom
Yasmine Mohmed Rostom, née le 25 juillet 1993 à Alexandrie, est une gymnaste rythmique égyptienne.

## Carrière
Yasmine Rostom obtient en junior la médaille d'argent au concours général aux Championnats d'Afrique de gymnastique rythmique 2009 au Caire. Elle est médaillée d'argent à la corde aux Championnats d'Afrique de gymnastique rythmique 2010 à Walvis Bay.
Aux Championnats d'Afrique de gymnastique rythmique 2012 à Pretoria, elle est médaillée d'or par équipes, au concours général, au ballon, aux massues et au ruban.

## Famille
Elle est la sœur de la gymnaste Sara Rostom.